# Mount Erie (Illinois)
Mount Erie es una villa ubicada en el condado de Wayne en el estado estadounidense de Illinois. En el Censo de 2010 tenía una población de 88 habitantes y una densidad poblacional de 85,8 personas por km².

## Geografía
Mount Erie se encuentra ubicada en las coordenadas 38°30′52″N 88°13′56″O / 38.51444, -88.23222. Según la Oficina del Censo de los Estados Unidos, Mount Erie tiene una superficie total de 1.03 km², de la cual 1.03 km² corresponden a tierra firme y (0%) 0 km² es agua.

## Demografía
Según el censo de 2010, había 88 personas residiendo en Mount Erie. La densidad de población era de 85,8 hab./km². De los 88 habitantes, Mount Erie estaba compuesto por el 100% blancos, el 0% eran afroamericanos, el 0% eran amerindios, el 0% eran asiáticos, el 0% eran isleños del Pacífico, el 0% eran de otras razas y el 0% pertenecían a dos o más razas. Del total de la población el 0% eran hispanos o latinos de cualquier raza.